# Siópao

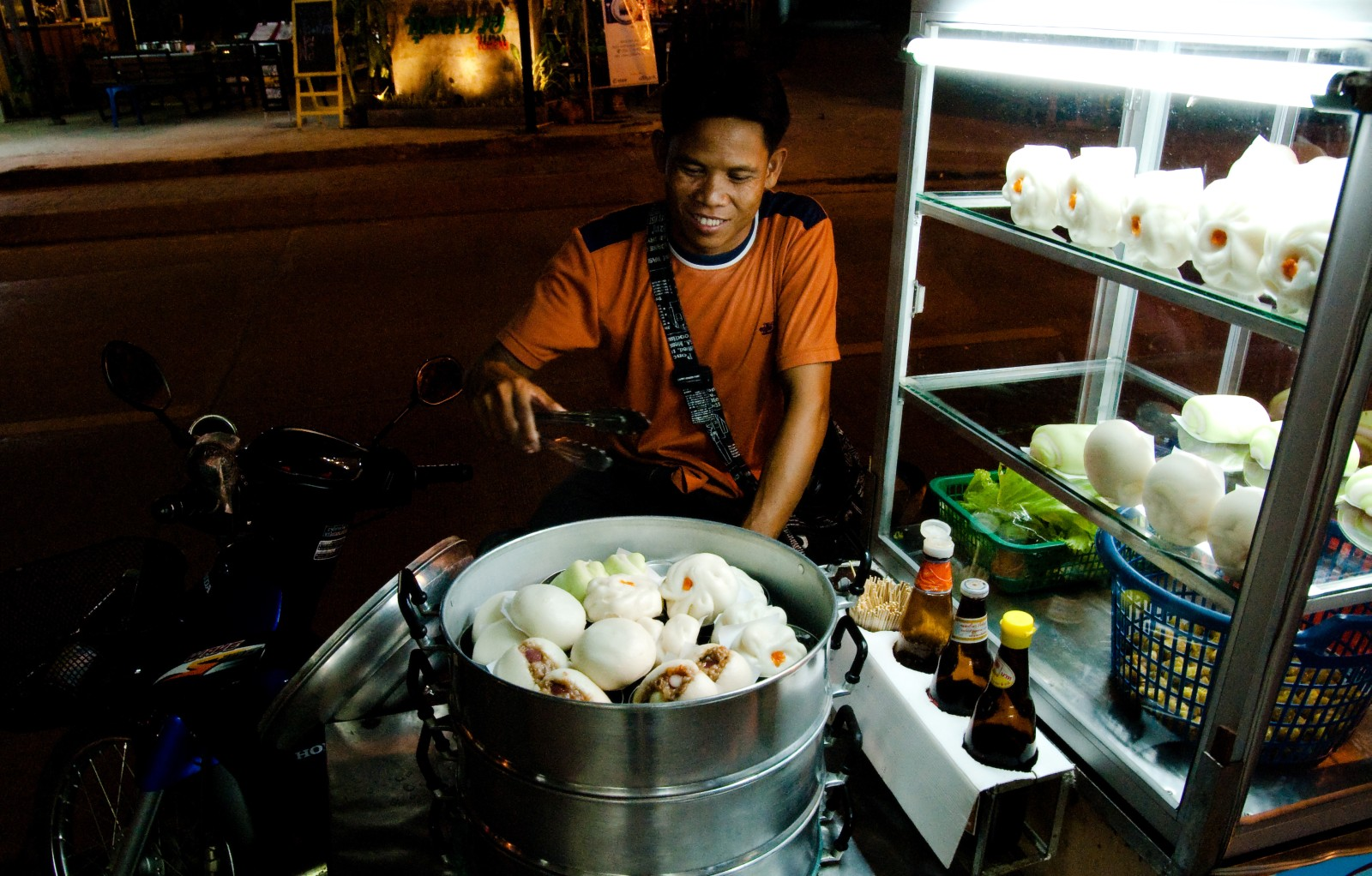
Vendedor callejero de salapaos en Chiang Mai.

El siópao (en chino simplificado, 燒包; pinyin, shāobāo, literalmente ‘panecillo al vapor’; filipino: siyopaw; tailandés: ซาลาเปา, salapao) es la versión filipina del baozi. También se ha incorporado a la gastronomía de Tailandia.
Hay una diversidad de rellenos para el siópao, como carne asada; albóndigas de cerdo, pollo o ternera; gambas o un huevo de pato salado.